# Agostino Gemelli Egyetemi Kórház
Az Agostino Gemelli Egyetemi Kórház (olasz: Policlinico Universitario Agostino Gemelli) egy nagy általános kórház Rómában, Olaszországban. A 2020-as évek elején a második legnagyobb kórház az országban és a legnagyobb római kórház, továbbá az egyik legnagyobb európai magánkórház.
Az Szent Szív Katolikus Egyetem oktatókórházaként szolgál, annak Orvosi és Sebészeti Karának része. VI. Pál pápa alapította 1964-ben. A kórház ingyenes orvosi segítséget nyújt az olasz nemzeti egészségügyi rendszer részeként, valamint fizetős ellátást a szállodai szintű osztályokon.
Nevét az egyetem alapítójáról, Agostino Gemelli (1878-1959) ferences szerzetesről kapta, aki orvos és pszichológus is volt.

## Neves páciensek
A kórház először talán II. János Pál pápa pápasága idején került a nemzetközi figyelem középpontjába, aki sürgősségi műtéten esett itt át az 1981-es merényletét követően. Többször is visszakerült ide, néhány héttel a 2005-ös halála előtt.
További hírességek a páciensek közül: Giulio Andreotti, Walter Veltroni és Francesco Cossiga politikusok, Teréz anya, Stephen Hawking elméleti fizikus, Georg Ratzinger pap (XVI. Benedek pápa bátyja), Francesco Totti labdarúgó, valamint Cananana Petit és Daniele De Rossi.
Többször kezelték itt Ferenc pápát is. 2021-ben bélműtétet végeztek rajta, 2023-ban egy ennek szövődményeként keletkezett sérvet távolítottak el, 2025-ben pedig kétoldali tüdőgyulladással kezelték.

## Képek

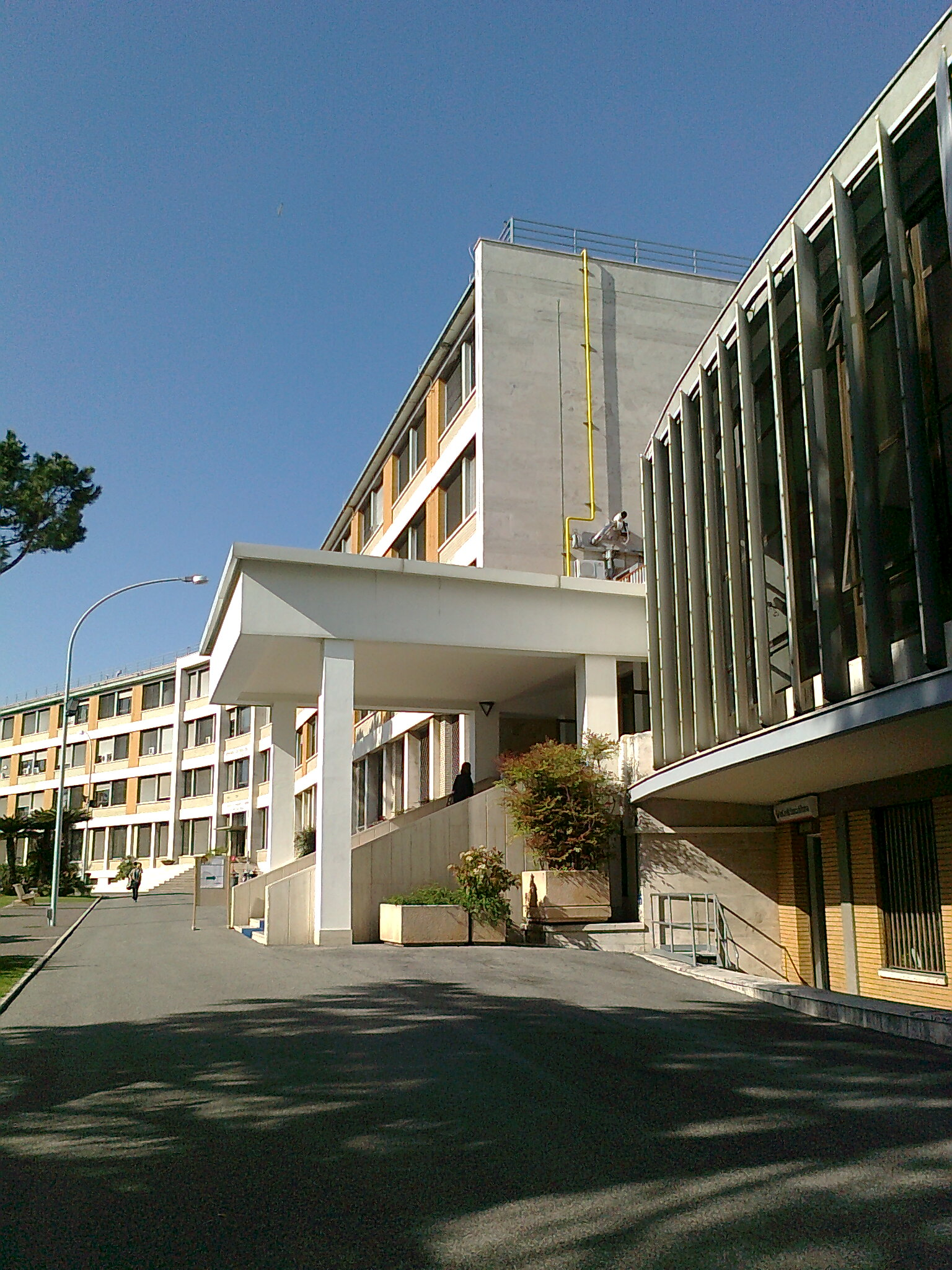
A kórház egyik bejárata
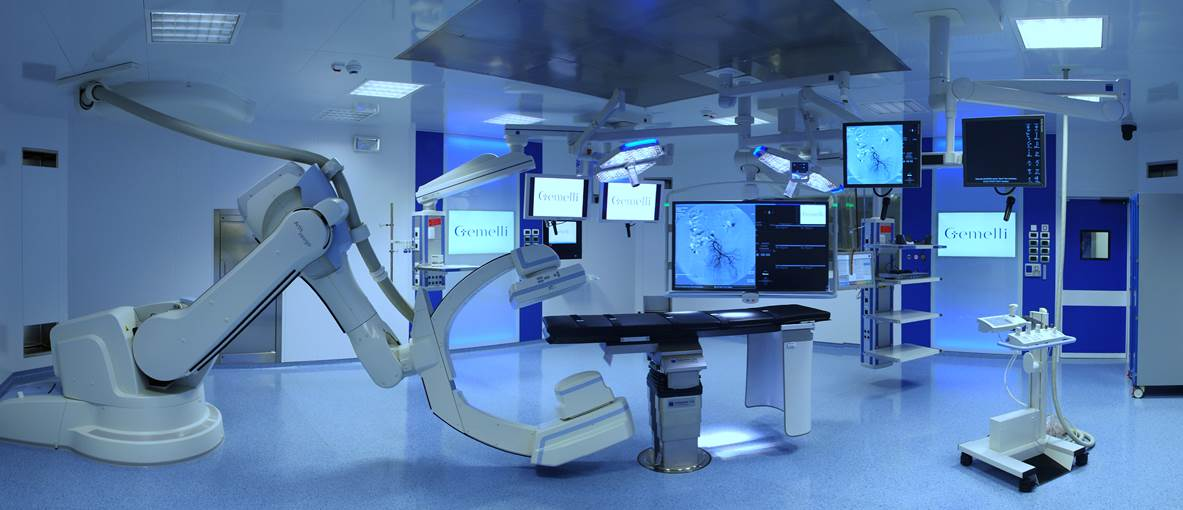
Hybrid operating theatre gemelli rome]]|Műtő
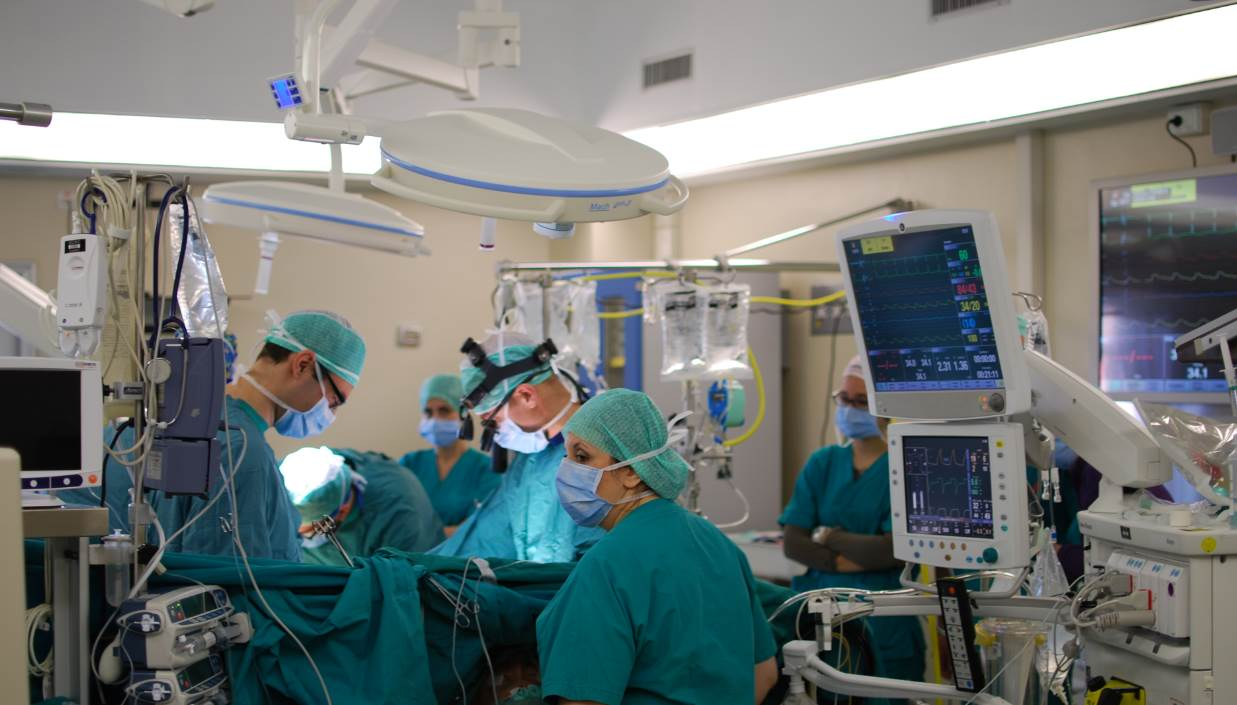
Szívsebészet a műtőben

## Fordítás
- Ez a szócikk részben vagy egészben  az   Agostino Gemelli University Policlinic című angol Wikipédia-szócikk fordításán alapul.  Az eredeti cikk szerkesztőit annak laptörténete sorolja fel. Ez a jelzés csupán a megfogalmazás eredetét és a szerzői jogokat jelzi, nem szolgál a cikkben szereplő információk forrásmegjelöléseként.